# Haute Cour de Jerusalem
La Haute Cour de Jerusalem fou el nom donat a una institució que tenia funcions de Cambra Alta i de Tribunal Suprem, en el regne medieval de Jerusalem. També se l'anomenà curia generalis, curia regis i, més rarament, parlament. Posteriorment el concepte s'implementà també en el Regne de Xipre.

## Composició
La Haute Cour era una combinació de poder judicial i legislatiu. Es basava en el concepte medieval de parlament: un sobirà desitjava obtenir el consentiment dels seus súbdits en determinades qüestions, com ara la imposició de noves taxes o l'obligació d'anar a files per prestar un servei militar determinat.
El concepte d'aquest organisme evolucionà gradualment durant els inicis del segle xii, al mateix temps que el reialme també evolucionava, durant el període que seguí a la Primera Croada. En teoria, tots els vassalls del Regne de Jerusalem estaven subjectes a acatar les seves decisions i tenien el dret a assistir-hi i votar, però a la pràctica només els nobles més poderosos ho feien; alguns senyors hi assistien amb regularitat i feien de jurat quan era requerit. Això evolucionà cap a un sistema dividit entre: alta noblesa o barons (els vassalls directes del rei) i la noblesa menor o senyors (vassalls indirectes, que estaven al servei de l'alta noblesa), amb diferents privilegis depenent de la idiosincràcia de les circumstàncies. Si algú cometia perjuri o trencava un jurament (ja fos membre de l'alta o la baixa noblesa) perdia el seu dret a parlar i a votar. Per al quorum només se'n requerien quatre vots: el del rei i tres vassalls.
La Haute Cour no tenia seu fixa, podia ser convocada en qualsevol ciutat. Poc després del 1120, en la seva composició també hi hagueren bisbes i, segons la tradició, als croats de recent arribada se'ls concedia el dret a participar-hi i votar; la primera vegada que passà això fou al Consell d'Acre del 24 de juny del 1148, en el context de la Segona Croada, quan es prengué la fatal decisió d'atacar Damasc. Més endavant, els mestres de les ordes militars tingueren dret a escó i vot. Durant el segle xii, hi hagué a més, un petit grup de consellers reials, però a finals del segle aquests càrrecs caigueren en desús.

## Competències
La Haute Cour tenia dues competències principals: decidia sobre les taxes imposades als habitants del reialme i votava sobre qüestions militars. Un vot formal a una guerra implicava mobilitzar tots els vassalls del reialme. En tercer lloc estava la competència judicial, ja que era l'únic organisme del reialme amb atribucions judicials per jutjar nobles, casos d'assassinat, violació, robatori, custòdia, reclamació de deutes, recuperació d'esclaus, compra i venda de feus i cavalls, incompliment del servei, transmissió d'herències i acusacions per traïció. Les penes podien ser: expropiació de terres i exili o, en casos extrems, la mort. Hi havia la possibilitat d'escapar al càstig desafiant tots els membres del jurat a un duel —idea adoptada del dret germànic— i derrotar-los a tots (però això era naturalment impracticable i mai es va fer). Aquest organisme tenia també la responsabilitat d'encunyar monedes.
Una altra atribució important era la de votar per escollir el rei o el seu regent i aclarir disputes si no hi havia conformitat entre els pretendents. Cada nou regnat començava amb una reunió de la Haute Cour que formalitzava i reconeixia el successor al tron, llavors tots feien jurament de fidelitat al nou rei i li retien homenatge. S'esperava que aquest organisme donaria consell al rei i que ell posaria en marxa els procediments per portar a terme les propostes. El jurament de fidelitat no implicava però, que a la pràctica, mitjançant la Haute Cour, mostressin desacord als desigs del rei i el desobeïssin. En essència, el rei era només el primer entre iguals, tot i que quan seia a la Haute Cour era reconegut com a president i en la seva absència, la presidència era assumida pel seu senescal.

## Faccions dins laHaute Cour
Hi hava dues tendències polítiques: la facció de la cort, que consistia en els membres de la família reial, el patriarca i els seus seguidors, i la facció dels nobles, formada pels senyors de la noblesa i els mestres de les ordes militars. Les disputes entre les dues faccions foren freqüents. Hi hagué una confrontació important durant el regnat conjunt de Melisenda i el seu fill Balduí III, quan la mare refusà passar tots els poders al fill en arribar aquest a la majoria d'edat. Balduí finalment es guanyà el suport de la noblesa i fou reconegut com a únic rei. Una segona disputa sorgí durant la regència de Ramon III de Trípoli sobre el jove Balduí V, quan el parent polític del nen, Guiu de Lusignan fou escollit per la facció de la cort, en desacord amb l'opinió dels nobles, que tenien més experiència de govern. El malestar per aquesta decisió seria aprofitat pels musulmans i portaria a la pèrdua de Jerusalem el 1187.

## El Tribunal de la Noblesa
Potser la llei més important aprovada per aquest organisme fou la promoguda per Amalric I, que creava del Tribunal per la Noblesa (Assise sur la ligece). Aquesta llei prohibia formalment la confiscació de feus per part del rei si no es complien les condicions, i permetia l'aliança de tots els vassalls contra el senyor que ho fes. El senyor que hagués incomplert aquesta norma no seria sotmès a judici, sinó que directament se'l separaria de les seves terres o se l'enviaria a l'exili. Això convertia tots els nobles en vassalls directes del rei i eliminava la distinció prèvia entre alta i baixa noblesa. Encara que aquesta distinció existí en la pràctica i, tot i que els nobles menors obtenien amb aquesta llei un vot equiparable, els de l'alta noblesa rebutjaren ser jutjats per inferiors. En canvi els barons sí que es consideraven aptes per jutjar els senyors. Hi havien uns 600 homes elegibles per ser-ne membres segons aquesta llei.

## LaCouralseglexiii
Hi hagué també una Cour des Bourgeois, és a dir un tribunal per a les querelles relacionades amb els burgesos. Aquests dos tribunals s'uniren al segle xiii, quan la capital del regne es traslladà a Acre, llavors els caps de les colònies de mercaders de la costa tenien escó però no tenien dret a vot. En aquesta època l'autoritat central s'havia degradat tant que els nobles més poderosos tenien els seus propis tribunals.
L'emperador romanogermànic Frederic II s'oposà a l'autoritat de la Haute Cour quan visità Acre durant la Cinquena Croada i fou temporalment abolida entre el 1232 i el 1244. Per substituir-la es creà la Comuna d'Acre, però els seus membres es reuniren contra l'emperador, tot i que el seu exèrcit era més nombrós que qualsevol de les tropes del Regne de Jerusalem. La Comuna, a diferència de la Cour, incloïa els burgesos. Al Regne de Xipre, creat també per crotas, s'adoptà una rèplica de la Haute Cour.

## Importància
La major part de la informació que es té sombre aquesta institució prové de la descripció que Joan d'Ibelin en va fer, en un escrit datat en la dècada del 1260. Sembla que aquesta descripció era una explicació idealitzada de les lleis i procediments, basada en la idea que Jofré de Bouillon, primer rei de Jerusalem, havia establert personalment i que romania sense canvis des de llavors. Cal tenir en compte que al segle xiii, Jofré era ja una figura llegendària. En la realitat sí que havia evolucionat, tot i que ho havia fet molt més lentament de com havia passat en organismes semblants d'altres corts europees. A diferència de França o Anglaterra, el Regne de Jerusalem no havia evolucionat cap a un tipus de govern parlamentari centralitzat; de fet, el canvi es produí en el sentit contrari, amb el rei perdent cada cop més poder en relació als barons. A Jerusalem es mantingué el feudalisme que havia estat propi del nord de França vers el 1100; atès que el regne estava constantment en guerra, tenia tan poca extensió territorial, tenia tan pocs occidentals, i durà menys d'una centúria, no tingué oportunitat de evolucionar cap a un veritable parlament amb dissociació de poders judicial i legislatiu.
Joan d'Ibelin feu una descripció que, encara que útil, fou agafada massa al peu de la lletra pels historiadors noucentistes. Al segle xix, el concepte de la Haute Cour s'interpretava com la més pura representació del feudalisme de l'edat mitjana, però avui dia això es considera massa simplista. En certa manera sí que era una típica cort feudal, però estava adaptada a les circumstàncies específiques de les croades i del Regne de Jerusalem.